# La Jeunesse du commandeur
La Jeunesse du commandeur, aussi appelé Mémoires pour servir à l’histoire de Malte ou Histoire de la jeunesse du commandeur de ***, est un roman-mémoires écrit par Antoine François Prévost et publié en 1741.
Ce roman d'aventures met en scène un récit à la fois comique et désespérant. On peut aussi y voir un roman noir.

## Éditions modernes
Antoine François Prévost, La Jeunesse du commandeur, Genève, Éditions Slatkine, 1er juillet 1996, 376 p. (EAN 9782051014748)
Antoine François Prévost, La Jeunesse du commandeur, Paris, Éditions Flammarion, 10 janvier 2005, 320 p. (ISBN 9782080711960)